# O atraso económico de Galiza
O atraso económico de Galicia (l'endarreriment econòmic de Galícia) és un assaig escrit per l'economista i intel·lectual galleguista Xosé Manuel Beiras en 1972.

## Obra
La tesi d'O atraso és que Galícia no és tant un país pobre com endarrerit econòmicament, provocat pel domini colonial que Espanya efectua sobre Galícia.